# جائزة إسبانيا الكبرى للدراجات النارية

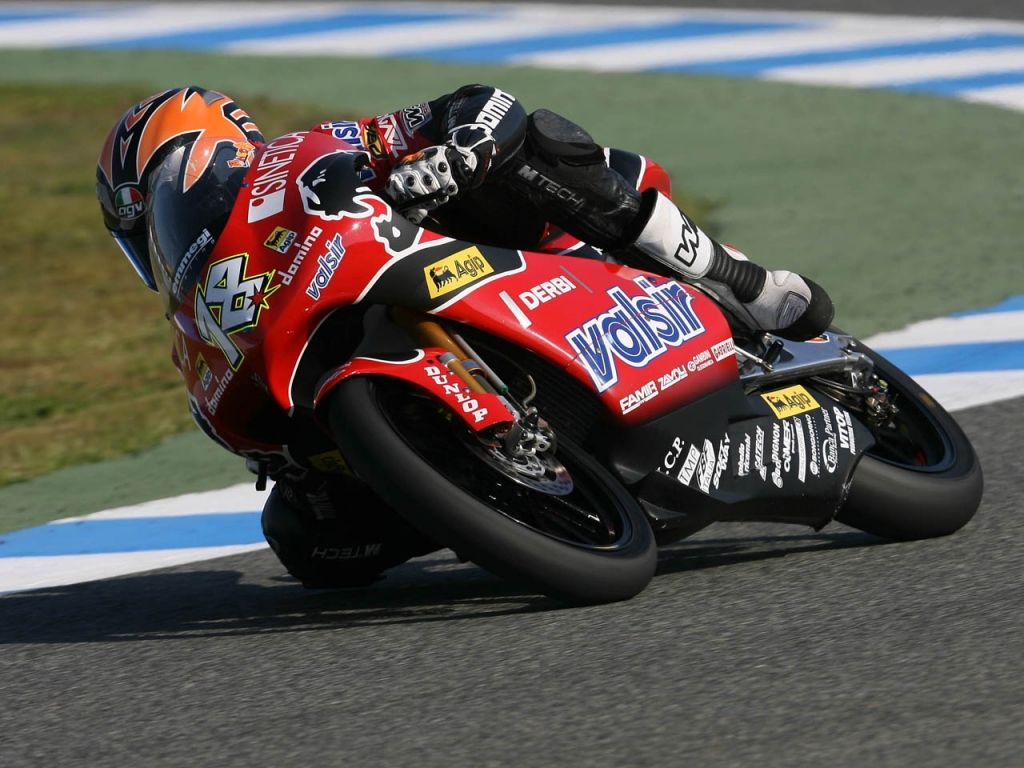

جائزة إسبانيا الكبرى للدراجات النارية هي حدث سباق للدراجات النارية ضمن سباق الجائزة الكبرى للدراجات النارية وينظمها الاتحاد الدولي للدراجات النارية. انطلقت الجائزة في سنة 1950 وفاز وقتها نيلو باجاني بفئة 125 سي سي وتومي وود بفئة 350 سي سي ونيلو باجاني بفئة 500 سي سي وتقام حاليا في حلبة خيريز.